# Французька федерація кутюр'є
Французька федерація кутюр'є — професійна організація високої моди. Поняття Haute Couture придумали для захисту паризьких будинків мод від плагіату: 1913-го року для того, щоб разом показувати колекції та просувати французьку моду на міжнародний ринок, у формі асоціації було створено «Синдикат захисту великих французьких митців моди та суміжних галузей» (Chambre Syndicale Artisanale de la Couture et des Activités Connexes). Засновниками виступили фірми: Paul Poiret, Jacgues Worth, Cheruit, Rodier, Paguin, Auyer, Biancini & Ferier, Premet, Callot Soeurs, Lucien Vogel & Co. 1928-го року Синдикат заснував власну школу моди – École de la Chambre Syndicale de la Couture Parisienne (де вчилися Сен-Лоран, Валентино, Курреж, Мійяке).
1943-го року Синдикат домігся того, що законодавство Франції прирівняло модельєрів у правах з робітниками мистецтва й літератури. Це дало змогу пільгового оподаткування, фінансування через державні програми, тобто підтримує моду на рівні "мистецтво для мистецтва".
1945-го року Синдикат розробив чіткі критерії – так звані «канони» Haute Couture, головний з яких модельєр повинен бути французом з ательє в Парижі. Тому навіть Valentino, що показує колекції з 1960-го року це не Haute Couture, а лише Couture - Валентино Гаравані - італієць. Регламентуються ручні роботи, кількість примірок, кількість луків на дефіле, але все це відносно. Абсолютно лише одне: Haute Couture може бути зроблене і представлене лише в Парижі. Це як шампанське та ігристе вино - бульбашок не достатньо, треба, щоб тебе виробили в провінції Шампань.
1973-го року Chambre Syndicale de la Couture Parisienne було реорганізовано у Fédération française de la couture, du prêt-à-porter des couturiers et des créateurs de mode (Французьку федерацію кутюр'є, дизайнерів прет-а-порте та творців моди).
Статус Haute Couture, крім одягу, у Франції присвоюють тканинам (фр. Haute Tissus), ювелірним виробам (фр. Haute Joaillerie чи англ. Haute Couture Jewels) та годинникам (фр. Haute Horlogerie). До 1 липня 2017 року Федерація вилучила посилання на французьке громадянство для більш стислої назви.